# ブライアン・バトン
ブライアン・ケイジ（Brian Cage、1984年2月2日 - ）は、アメリカ合衆国の男性プロレスラー。
本名、ブライアン・クリストファー・バトン（Brian Christopher Button）、カリフォルニア州サクラメント出身。AEW所属。

## 来歴
少年の頃からプロレスを愛し、プロレス番組を欠かさず見ていたという。時が経ち、地元であるサクラメントのアルコ・アリーナ（現 : パワー・バランス・パビリオン）で行われたプロレスショーを観戦しに行った際にWCW、WWEに所属していたクリス・キャニオンと出会い、交友関係を持つ。
キャニオンと出会ったことにより憧れであったプロレスラーになることを決意し、トレーニングに励み2004年、MWF（Main-Event Wrestling）にてプロレスラーとしてのキャリアを開始。PCW（Pro Championship Wrestling）、APW（All Pro Wrestling）などに参戦した後、2006年にキャニオンの勧めにより当時、WWEの傘下団体であったDSWに入団し、心身を鍛えた。
2007年、DSWを退団してカリフォルニアを主宰としているインディー団体を中心に参戦。
2008年、WWEとディベロップメント契約を交わし入団。クリス・ローガン（Kris Logan）のリングネームで傘下団体のFCWにてデビュー。FCWフロリダタッグチーム王座を獲得する活躍を見せ、WWEへ昇格するのも時間の問題かと思われたが2009年9月にリリースとなった。この解雇劇はFCWの七不思議と呼ばれるほどの衝撃であった。
WWE解雇後は、カリフォルニアのインディー団体を中心とし、アメリカ全土のインディー団体で活動。2010年にはPWG（Pro Wrestling Guerrilla）所属となる。同年10月には古巣であるMWFにて元WWEに所属していたケン・ドーンと対戦。2011年にはプロレスリング・ブシドー、NWA Hollywoodに参戦。
2012年5月、PWGにてPWG世界王座を保持するケビン・スティーンに挑戦したが奪取するに至らなかった。2013年1月10日にはTNAのガットチェックマッチに出場。FCWにて共に所属した仲間であるライアン・ブラドックことジェイ・ブラッドリーと対戦するが敗戦。また、TNAとの契約も交わすことができなかった。
2017年 プロレスリング・ノアに参戦。潮崎豪や杉浦貴などから勝利を奪い、中嶋勝彦の持つ、GHCヘビー級王座に挑戦。圧倒的なパワーを見せるも、最後はヴァーティカル・スパイクで惜敗した。
2018年1月、インパクト・レスリングと契約。2019年にはインパクト世界王座を約半年間に渡り保持するなど、中心選手として活動した。
2020年1月、AEWと契約。

## 得意技

### フィニッシュ・ホールド
Fn’5
F5と同じ技。
ドリルクロー
ノア参戦時のフィニッシャー。
ブレーンバスターの体勢で持ち上げ、相手の胴体を抱えてから、リバース・パイルドライバーの体勢で相手の頭部を自身の両腿の間へ相手の頭部をマットに打ち付ける技。
トルネードクロー
ローリング・クローズライン。
ウェポンX
変形コンプリート・ショット。
ゴリー・スペシャルの体勢で相手を背中に担ぎ上げ、そこから相手の上半身を反らせて左脇下で抱え込むようにして首元をクラッチし、勢いよく後方へ倒れ込むことで相手の顔面からマットに叩き付ける技。
チェーンリンク
スウィンギング・サイドスラム・バックブリーカー
GMSI
パンプハンドル式・シットアウト・フェイスバスター
相手の背後から相手の左腕を股下でリストクラッチしながらコブラツイストの様な形で捕らえて、担ぎ上げ相手をリバースみちのくドライバーの様な形で同時に開脚で相手は顔面からマットに叩きつける。
ライツ・アウト
フラット・ライナー式スライディング・リバースSTO
ブラックマジック・ムーンサルト
フィニッシャー。
セカンドロープからトップロープにジャンプするダブルジャンプムーンサルトプレス。

### 打撃技
エルボー
エルボー・スタンプ
エルボー・スマッシュ
バックエルボー
バックハンド・チョップ
ナックルパンチ
クローズライン
通常のラリアット、全体重を浴びせ放つラリアット、コーナー串刺し連続ラリアットなどバリエーション豊富。
ドロップキック
延髄斬り
スーパーキック
ジャンピング・ハイニー
ニーキック
ニーリフト
ローリング・ソバット
818
セカンドロープに相手の上半身をもたれさせた状態で、助走をつけてロープに駆け寄りトップロープとセカンドを掴んでジャンプし両足をロープの間をくぐり抜ける様に回転させて相手の顔面を両足で蹴りつける。

### 投げ技
スープレックス
バーティカル・スープレックス
スパープレックス
パワーボム
通常のパワーボム、連続式、エプロンサイドなどを使用。
ランニング・シットダウン・パワーボム
ターンバックル・パワーボム
コーナーのターンバックル目掛けて投げっぱなし式パワーボムを見舞う。
パワーブレイク
パワーボムからバックブリーカーへの移行する技。
スクープスラム
ノーザンライト・ボム
ジャーマンスープレックス
ベリー・トゥー・バック・スープレックス
ベリー・トゥー・ベリー・スープレックス
スパインバスター
シットダウン・アラバマスラム
DDT
トルネード・DDT
ローリング・スパイン・バスター

### 飛び技
スプリングボート・トルネード・DDT
自ら、ロープに駆け上り、もしくはジャンプして反動を利用したトルネード・DDTを使用。
スプリングボード・ムーンサルト
ファイブスター・エルボー・ドロップ
ダイビング・エルボードロップ。

### 関節技、締め技
ボストンクラブ
テキサスクローバーホールド
STF

## タイトル歴
AEW
- FTW王座 : 1回（第4代）

ROH
- ROH世界TV王座 : 1回（第33代）

インパクト・レスリング
- インパクト世界王座 : 1回
- インパクトXディヴィジョン王座 : 1回

FCW
- FCWフロリダタッグチーム王座 : 1回

w / ジャスティン・エンジェル
NWA

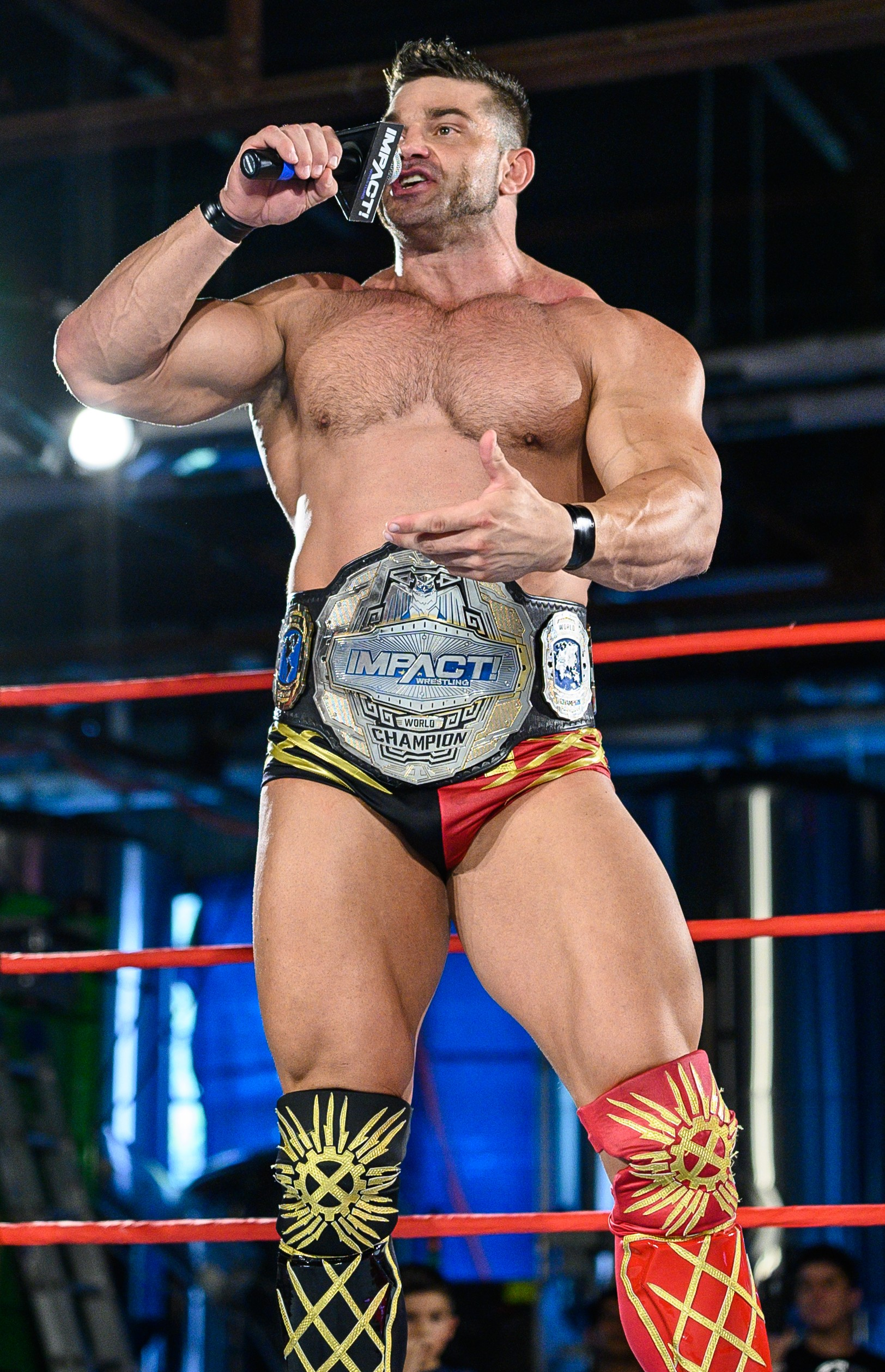
インパクト世界王座.

- NWAヘリテイジタッグチーム王座 : 2回

w / ショーン・リッカー
PWR（Pro Wrestling Revolution）
- PWRジュニアヘビー級王座 : 1回

MEW
- カリフォルニアカップ 優勝 : 1回（2011年）

## その他
クリス・キャニオンとは親友であり、プロレスラーへと導いてくれた恩人でもある。FCWで使用したリングネームであるクリス・ローガンの「クリス」はクリス・キャニオンから由来している。